# ジェネット・アブドラフマノワ
ジェネット・アブドラフマノワ（ロシア語: Дженнет Абдурахманова, 1992年 - 2010年3月29日）は、2010年のモスクワ地下鉄爆破テロの実行犯の1人。名前はジャネットと表記されることもある。

## 経歴
ダゲスタン出身。父はなく、13歳の時、母と妹と共にハサヴユルトに転居した。
16歳の時、ジェネットは、インターネットで、ハサヴユルト出身のウマラト・マゴメドフ（ru:Магомедов, Умалат）と知り合った。マゴメドフは、仲間内ではアル・バラと呼ばれ、ダゲスタンの戦闘員の活動を担当し、ドク・ウマロフの側近でもあった。ジェネットは、最初の出会いの数週間後には家を飛び出し、家族から捜索願が出されたが、見つからなかった。2ヵ月後に帰宅し、結婚して幸せだと家族に伝えた。
だが、幸福は長くは続かなかった。2009年12月31日、文書検査の際、マゴメドフは3人の仲間と共にロシア連邦保安庁（FSB）とロシア内務省職員により呼び止められた。マゴメドフ等は発砲したが、その場で射殺された。ジェネットは、夫の死を知り、報復を誓った。
2010年3月29日、ジェネットは、モスクワの地下鉄ソコーリニチェスカヤ線のパールク・クリトゥールイ駅で自爆テロを敢行した。爆破は、立会人による遠隔操作ともされる。この爆破の結果、死者12人、負傷者約15人の被害が出た。
マスコミの情報によれば、ジェネットの遺体からはラブレターが見つかったという。このラブレターは、アラビア語で書かれており、「天国で会いましょう」の言葉で終わっていた（アラビア語で、ジェネットは天国を意味する）。専門家の指摘によれば、カフカース地域ではアラビア語はほとんど使用されておらず、ジェネットは近東で訓練された可能性があるという。